# میندن (راینلاند-فالتس)
میندن (به آلمانی: Minden) یک شهر در آلمان است که در بیتبورگ-پروم واقع شده‌است.